# Mathieu Denis
Mathieu Denis (Soissons, 19 de julio de 1977) es un deportista francés que compitió en esgrima, especialista en la modalidad de espada. Ganó una medalla de bronce en el Campeonato Europeo de Esgrima de 2005, en la prueba individual.

## Palmarés internacional
| Campeonato Europeo | Campeonato Europeo     | Campeonato Europeo | Campeonato Europeo |
| Año                | Lugar                  | Medalla            | Prueba             |
| ------------------ | ---------------------- | ------------------ | ------------------ |
| 2005               | Zalaegerszeg (Hungría) | Medalla de bronce  | Espada individual  |